# Hans Hach Verdugo
Hans Hach Verdugo, né le 11 novembre 1989 à Culiacan, est un joueur de tennis mexicain, professionnel depuis 2013.

## Carrière
Hans Hach Verdugo fait partie de l'Équipe du Mexique de Coupe Davis depuis 2016.
En 2021, il remporte son premier titre sur le circuit ATP avec John Isner à Cabo San Lucas.

## Palmarès

### Titre en double messieurs
| No | Date       | Nom et lieu du tournoi    | Catégorie | Dotation  | Surface    | Partenaire | Finalistes               | Score            |          |
| -- | ---------- | ------------------------- | --------- | --------- | ---------- | ---------- | ------------------------ | ---------------- | -------- |
| 1  | 19-07-2021 | Mifel Open Cabo San Lucas | ATP 250   | 598 545 $ | Dur (ext.) | John Isner | Hunter Reese Sem Verbeek | 5-7, 6-2, [10-4] | Parcours |

## Parcours dans les tournois duGrand Chelem

### En double
| Année | Open d'Australie                                                                  | Open d'Australie | Internationaux de France                                                          | Internationaux de France                                                                  | Wimbledon                                                                            | Wimbledon | US Open                                                                                  | US Open |
| ----- | --------------------------------------------------------------------------------- | ---------------- | --------------------------------------------------------------------------------- | ----------------------------------------------------------------------------------------- | ------------------------------------------------------------------------------------ | --------- | ---------------------------------------------------------------------------------------- | ------- |
| 2018  | —                                                                                 | —                | —                                                                                 | —                                                                                         | —                                                                                    | —         | 1er tour (1/32) A. Siljeström \|\| style="text-align:left;" \| Łukasz Kubot Marcelo Melo |         |
|       |                                                                                   |                  |                                                                                   |                                                                                           |                                                                                      |           |                                                                                          |         |
| 2022  | —                                                                                 | —                | 1er tour (1/32) P. Oswald \|\| style="text-align:left;" \| M. Arévalo J.-J. Rojer | 2e tour (1/16) P. Oswald \|\| style="text-align:left;" \| Nicolas Mahut É. Roger-Vasselin | 1er tour (1/32) N. Basilashvili \|\| style="text-align:left;" \| N. Godsick E. Quinn |           |                                                                                          |         |
| 2023  | 1er tour (1/32) John Isner \|\| style="text-align:left;" \| R. Hijikata J. Kubler |                  |                                                                                   |                                                                                           |                                                                                      |           |                                                                                          |         |

N.B. : le nom du partenaire se trouve sous le résultat ; le nom des ultimes adversaires se trouve à droite.

## Classements ATP en fin de saison
| Année          | 2012 | 2013 | 2014 | 2015 | 2016 | 2017 | 2018 | 2019 | 2020 | 2021 | 2022 |
| Rang en simple | –    | 1413 | 876  | 601  | 1090 | –    | –    | –    | –    | –    | –    |
| Rang en double | 1347 | 1282 | 478  | 229  | 223  | 223  | 156  | 131  | 126  | 102  | 99   |

Source : (en) Classements de Hans Hach Verdugo sur le site officiel de la Fédération internationale de tennis